# Крістіан Матенія
Крістіан Матенія (нім. Christian Mathenia, нар. 31 березня 1992, Майнц, Німеччина) — німецький футболіст, воротар клубу «Нюрнберг».

## Ігрова кар'єра
Крістіан Матенія народився у місті Майнц і є вихованцем місцевого клуба «Майнц 05», де він почав грати у молодіжній команді з 2006 року. З 2011 року воротар три сезони провів, захищаючи ворота другої команди клубу у Регіональній лізі.
У 2014 році Матенія перейшов до клубу «Дармштадт 98», з яким посів друге місце у Другій Бундеслізі і наступний сезон основним воротарем команди провів у Бундеслізі. Наступні два сезони Матенія також провів у Бундеслізі, граючи у складі «Гамбурга», з яким підписав контракт до літа 2019 року.
Так і не ставши постійним гравцем основи «Гамбурга», влітку 2018 року Матенія перейшов до клубу «Нюрнберг». За результатами сезону клуб вилетів з Бундесліги але воротар залишився в команді.

## Досягнення
Дармштадт 98
- Другий призер Другої Бундесліги: 2014/15